# Paul Masson-Oursel
Pour les articles homonymes, voir Oursel, Paul Masson et Masson.
 (août 2024).
Paul Masson-Oursel, né le 5 septembre 1882 et mort le 18 mars 1956 à Paris, est un orientaliste et philosophe français, professeur à l’École pratique des hautes études.

## Biographie

### Études
If fut l'élève en philosophie de Henri Bergson, en psychologie de Pierre Janet et Georges Dumas, en sociologie de Lucien Lévy-Bruhl, Émile Durkheim et Marcel Mauss.
Alfred Foucher lui fit connaitre l'indologie, Sylvain Lévi lui présenta l'hellénisme, tandis qu'Édouard Chavannes l'initia à la sinologie.
Il  devient agrégé  de philosophie en 1906 et il présente son doctorat ès lettres en 1923.

### Travaux
À partir de 1918, il devint secrétaire de la direction de la Revue philosophique de la France et de l'étranger. Puis, en 1919, il fut chargé de conférences temporaires à L'École pratique des Hautes Études. Ensuite, en 1927, il en devint le directeur d'études.
Il fut également directeur à l'Institut Pelman de la revue mensuelle, La Psychologie et la Vie, consacrée aux applications de la psychologie. Il assuma la charge de Secrétaire général lors du 1er Congrès international de Psychologie Appliquée, organisé par cet Institut dans les locaux de l'Institut de Coopération intellectuelle (Paris) et présidé par Pierre Janet, et qui se tint du 2 au 11 mars 1929.
À partir de 1939, à la mort de Lucien Lévy-Bruhl, il devint directeur conjoint avec Émile Bréhier de la Revue philosophique de la France et de l'étranger, ainsi que Président de la Société française de psychologie. Il collabora également aux revues  l'Année psychologique d'Henri Piéron et Psyché de Maryse Choisy

## Publications

### Livres
- Esquisse d'une histoire de la philosophie indienne, Paris, Geuthner, 1923.
- La philosophie comparée, Alcan, Paris, 1923. Traduction anglaise : Comparative Philosophy, London, 1926.
- L'Inde antique et la civilisation indienne (en collaboration avec Philippe Stern et Mme de Willman-Grabowska), Paris, Albin Michel Éditeur, 1933.
- La philosophie en Orient, Paris, 1938.
- Le fait métaphysique, Paris, PUF, 1941.
- L'autorité en marche, Paris, 1948
- La pensée en Orient, Paris, 1949.
- Le yoga, Paris, PUF, coll. « Que sais-je ? » no 643, 1954.
- La morale et l'histoire, Paris, 1955.

### Articles
- « Objet et méthode de la philosophie comparée ». Revue de Métaphysique et Morale, juillet 1911.
- « Esquisse d'une théorie comparée du Sorite ». Revue de Métaphysique et Morale, XX, 6, novembre 1912, 810-824.
- « Les trois corps du Bouddha ». Journal asiatique, mai 1913.
- « Sur la signification du mot yoga ». RHR 1913, 1-5
- (Avec Tchou Kia-Kien) « Yin Wen-Tseu (traduction) ». T'oung Pao, 2e série, XV, 5, décembre 1914, p. 557-260 [lire en ligne (page consultée le 15 août 2024)]
- « Yuan Jen-Louen » ("Traité sur l'origine de l'homme"), de Tsong mi. Traduction. Journal asiatique, 1915, p. 267-354. [lire en ligne (page consultée le 15 août 2024)]
- « Essai d'interprétation de la théorie bouddhique des douze conditions ». Revue Philosophique de la France et de l'Étranger, janvier 1915, XXXI, 1-2.
- « La sophistique ». Revue de Métaphysique et Morale, 1916, p. 343-362.
- « La démonstration confucéenne ». Revue Philosophique de la France et de l'Étranger, 1916.
- « Études de logique comparée. I. Évolution de la logique indienne ». Revue Philosophique de la France et de l'Étranger, 83, 1917, p. 453-469.
- « Études de logique comparée. II. Confrontations et analyse comparative ». Revue Philosophique de la France et de l'Étranger 85, 1918, p. 148-166.
- « La scolastique ». Revue Philosophique de la France et de l'Étranger, juillet 1920.
- « Bibliographie sommaire de l'Indianisme ». Isis, n°8, 1920.
- « Doctrines et méthodes psychologiques de l'Inde ». Journal de psychologie, 15 juillet 1921, p. 529- 547.
- « De l'utilisation de la méthode comparative comme critère de la positivité des faits psychologiques ». Journal de psychologie, XIX, 3, 1922, p. 270-287.
- « Les doctrines indiennes de physiologie mystique ». Journal de psychologie, XIX, 4, 1922, p. 322-335.
- « L'atomisme indienne », Revue Philosophique de la France et de l'Étranger 99, 1925, p. 342-368.
- « Art et scolastique ». Journal de Psychologie, XXIII, 1-3 (numéro sur l'Art et la Pensée), 1926, p. 77-82.
- « Y a-t-il des équivalents indiens à mettre en parallèle avec les faits ou doctrines de l'Occident relatifs à l'extase et à l'intuition intellectuelle ? » Journal de psychologie, 1926, XXIII, 8.
- « Notes sur l'esthétique indienne. À propos d'un article de H. Oldenberg ». Revue des Arts Asiatiques, 1926, p. 34-36.
- « Les techniques orientales de la concentration ». Journal de psychologie, XXIV, 1, 1927, p. 87-92.
- « Les objections des Orientaux contre notre critique historique ». Revue Philosophique de la France et de l'Étranger, 1927.
- « Les traits essentiels de la psychologie indienne ». Revue Philosophique de la France et de l'Étranger 105, 1928, p. 418-429.
- « La spécificité de la psychologie indienne ». Annuaire de l'École pratique des Hautes Études (Sciences religieuses), 1928,p. 3-16.
- « Foi bouddhique et foi chrétienne ». In P.-L. Couchoud (dir.), Jubilé Alfred Loisy, Congrès d'histoire du christianisme, III, Paris, Éditions Rieder, Amsterdam, Van Holkema & Warendorf, 1928, p. 12–14.
- « Les images selon la pensée indienne ». Journal de psychologie, 1929, p. 790-796.
- « Les aspects dynamiques du verbe être en sanskrit et leur influence sur la psychologie de Inde ». Journal de psychologie, XXVII, 1930, p. 259-261.
- « La notion indienne de liberté ». Revue d'Histoire de la Philosophie, avril-juin 1930, p. 105-114.
- (de) « Die Atomistische Auffassung des Zeit ». Archive für Geschichte der Philosophie, vol. 40, n° 2, 1931.
- (de) « Das Samsara. Ein indisches Gewissensdrama ». Forum philosophicum, 1931.
- « Une méthode métaphysique : l'inversion ». Recherches philosophiques, I, 1932, p. 229-234.
- « L'utilisation des tests à la gymnastique mentale ». — A. F. A. S., 53e Session, Le Havre, p. 634-635.
- « La pensée rebours dans l’lnde antique ». Journal de psychologie, XXIX, 1932, p. 585-587.
- « Sémantique et métaphysique : la notion indienne de transcendance d'après l'emploi de trois préfixes sanscrits ». Recherches philosophiques, II, 1932-1933, p. 183-189.
- « Trois préfixes sanscrits connotant le dépassement ». Journal asiatique, juillet 1933, p. 181.
- « L'Illimité selon le germanisme et selon l'Inde ». Recherches philosophiques, III, 1933-1934.
- « La psychologie de l'intelligence et la linguistique » (Discussion : Marcel Mauss, Paul Masson-Oursel, Joseph Vendryes). B. S. fr. Ph., XXXIV, 1934, p. 1-39.
- « L'autonomie spirituelle selon la pensée indienne ». ISCRL, p. 141-144.
- « Vers une psychologie dynamique : la perspective temporelle ». Recherches philosophiques, IV, 1934-1935, p. 314-320.
- « La notion indienne de méthode ». Congrès Descartes V, 1937, p. 74-76.
- « L'Inde a-t-elle fait une psychologie ? » Scientia 61, 1937, p. 222-225.
- « La psychologie contemporaine occidentale et les conditions d'intelligence de la pensée indienne ». Journal de Psychologie, 34, 1937, p. 152-153.
- « Traduction de la Kathaka Upanisad ». Mesures, 1937.
- « Die indische Auffassung der psychologischen Gegebenheiten ». Eranos Jahrbuch 5, 1937-38, p. 79-91.
- « Disciples ou élèves de Lucien Lévy-Bruhl ». Revue philosophique de la France et de l'étranger, 64 (127), 1939.
- « Fils du Ciel, fils de Dieu ». N. R. F., n° 301, 938, p. 666-669.
- « Lucien Lévy-Bruhl (1857–1939) ». Revue de Synthèse, Vol. 4, n° 1, décembre 1939, p. 113-115.
- « Imagination, idéation ». Journal de psychologie, janvier-mars 1940-1941.
- « Le ciel dans l'Histoire et dans la science ». 1941, 8e Semaine de Synthèse.
- « Mystique et logique chez Henri Bergson ». Études bergsoniennes, 1942, p. 55-61.
- « La vertu psychologique du langage ». Science, langage, connaissance, II, 1944.
- « Les Religions de l'Inde, les Religions de l'Iran ». Maxime Gorce et Raoul Mortier (dir.), Histoire générale des Religions, Librairie Aristide Quillet, vol. 1, 1948 [1944]
- « Henri Maspero [1883-1945] ». Annuaire 1945-1946 et 1946-1947, EPHE, Section des sciences religieuses.
- « L'origine de l'énergie ». 12e Semaine de Synthèse, 1946, p. 13-32.
- « La Grande Déesse ». Psyché, n° 8, Juin 1947, p. 707-710.
- « L'âme selon les Hindous modernes ». Psyché, II.3, 1947, p. 29-32
- « L'homme des civilisations orientales ». Rencontre internationales de Genève : Pour un nouvel humanisme, Neuchâtel, La Baconnière, 1949, p. 68-93. [lire en ligne (page consultée le 15 août 2024)]
- « Gandhi assassiné ». Psyché, n°15, janvier 1948.
- « Gandhi, homme divin ». La Nef, n° 40, mars 1948.
- « L'espace et le temps dans l'Inde ». Cahiers du Sud, 1949, p. 194.
- « Témoignages sur le "Philosophie bantoue" du Père Tempels ». Présence africaine, 1949, no 7, p. 268.
- « L'Inde entre dans l'espace et le temps ». Politique étrangère, vol. 15, no 5-6, 1950, p. 493-497.
- « Le domaine réservé, parapsychologie ». In Valeur philosophique de la psychologie, treizième semaine de synthèse. PUF, Centre International de Synthèse, 1951.
- « Lumières de la raison, profondeurs de la conscience ». La Revue Métapsychique, juillet-août-septembre 1951, n°15.
- « La connaissance  scientifique de l'Asie en France depuis 1900 et les variétés de l'orientalisme ». Revue philosophique, 1953, p. 342-359.
- « L'idée d'infini dans l'Inde et en Chine ». Revue de synthèse, 21, janvier-juin 1954.
- « Les religions de l'Inde ». Maurice Brillant et René Aigrain (Dir.), Histoire des religions T. 2, Paris, Bloud &. Gay, 1954.

### Préfaces
- Jean Marqués-Rivière. Amulettes, talismans et pantacles dans les traditions orientales et occidentales. Bibliothèque historique. Paris, Payot, 1938, 370 p.
- François Louis Simecek. Masque et visage : architecture de l'esprit. Éditions nouvelles, 1947.
- Yves Petit-Dutaillis Yves et Mani MULLA. L'Inde dans le monde. Payot, 1951.
- Swami Vivekananda. Jnana-Yoga. (trad. de l'anglais par Jean Herbert, avec une lettre de Romain Rolland). Paris, Albin Michel, 1948.